# Angelo Bruneri
Angelo Bruneri († um 1860) war ein italienischer Bildhauer des Spätklassizismus, der zwischen 1840 und 1860 im Piemont tätig war.

## Leben
Über Bruneris Leben ist kaum etwas bekannt. Er studierte an der Accademia Albertina in Turin und gelangte dann nach Rom, wo er Schüler von Bertel Thorvaldsen und Carlo Finelli war. 1837 wird er erstmals erwähnt. 1840 debütierte er mit einer heute verlorenen Herme des Philologen Carlo Boucheron, die er nach Plänen von Pelagio Palagi schuf. 1842 und 1849 nahm er an der Kunstausstellung der Promotrice delle belle arti in Turin teil. Er lebte und arbeitete in Turin und schuf zahlreiche Grabmäler für den hiesigen Friedhof. Bruneris letzte bekannte Werke stammen aus dem Jahr 1859, weswegen man vermutet, dass er kurz darauf verstorben ist.

## Werk
Bruneri war zwar grundsätzlich den Prinzipien des Klassizismus verpflichtet, zeigte sich aber auch offen für neue Strömungen wie die Romantik. Ausgehend von der Skulptur Lucia, in der Bruneri die Protagonistin aus Alessandro Manzonis Roman I Promessi Sposi porträtierte, äußerte sich Alessandro Stella folgendermaßen über sein Kunstverständnis und seine Stellung:

„Quei suoi lavori provengono da un’ ispirazione più diretta, ed hanno un alito della modernità del senso letterario allora di moda. La Lucia del Manzoni, non poteva essere pensata e sentita attraverso la visione del mondo greco-romano, e per sceglierla a soggetto d’una statue conveniva avere una certa indipendenza di spirito e di vedute artistiche. […] Lo scalpello del Bruneri non raggiunse però mai il vero capolavoro. Nella sua produzione vi sono soltanto opere degne di osservazione, che indicano la prontezza d’ingegno e la pratica del loro autore.“

„Seine Werke entstammen einer unmittelbareren Inspiration und zeigen einen Hauch der Moderne im literarischen Sinne, wie er damals in Mode war. Seine Lucia konnte nicht über die griechisch-römische Welt erdacht und empfunden werden, und um sie als Motiv für eine Statue zu erwählen, musste er über eine gewisse Unabhängigkeit des Geistes und der künstlerischen Anschauungen verfügen. […] Bruneris Meißel vermochte jedoch nie ein wahrhaftiges Kunstwerk zu erschaffen. In seiner Produktion finden sich lediglich Werke, die der Betrachtung würdig sind und von der Schnelligkeit des Verstands und der Praxis ihres Schöpfers zeugen.“

## Werke
- Herme des Philologen Carlo Boucheron, 1840, verloren
- Marmorbüste der Dichterin Diodata Saluzzo Roero, 1842, Accademia delle Scienze, Turin
- Skulptur der Lucia aus Alessandro Manzonis Roman I Promessi Sposi, 1842
- Denkmal für den Geistlichen Giuseppe Benedetto Cottolengo, 1848, Piccola Casa delle Divina Provvidenza, Turin
- Statue des Heiligen Mauritius, Kirche Gran Madre di Dio, Turin[4]
- Denkmal für den Aufklärer Cesare Beccaria, 1849, Mondovì (Provinz Cuneo, Piemont)
- Büste von König Karl Albert, 1850, Saluzzo (Provinz Cuneo, Piemont)
- Marmorrelief der Taufe Jesu, 1853, Turiner Dom
- Büste von Giuseppe Farletti, 1859, Ospedale Maggiore, Fossano (Provinz Cuneo, Piemont)
- Büste von George Washington, 1859, Washingtontempel, Lugano[5]
- Skulpturen Erster Gedanke an die Liebe (Primo pensiero d'amore) und Ganymed, 1859
- Büste des Kardinals Consalvi[6]
- Büste der Signora Romani-Branca[6]

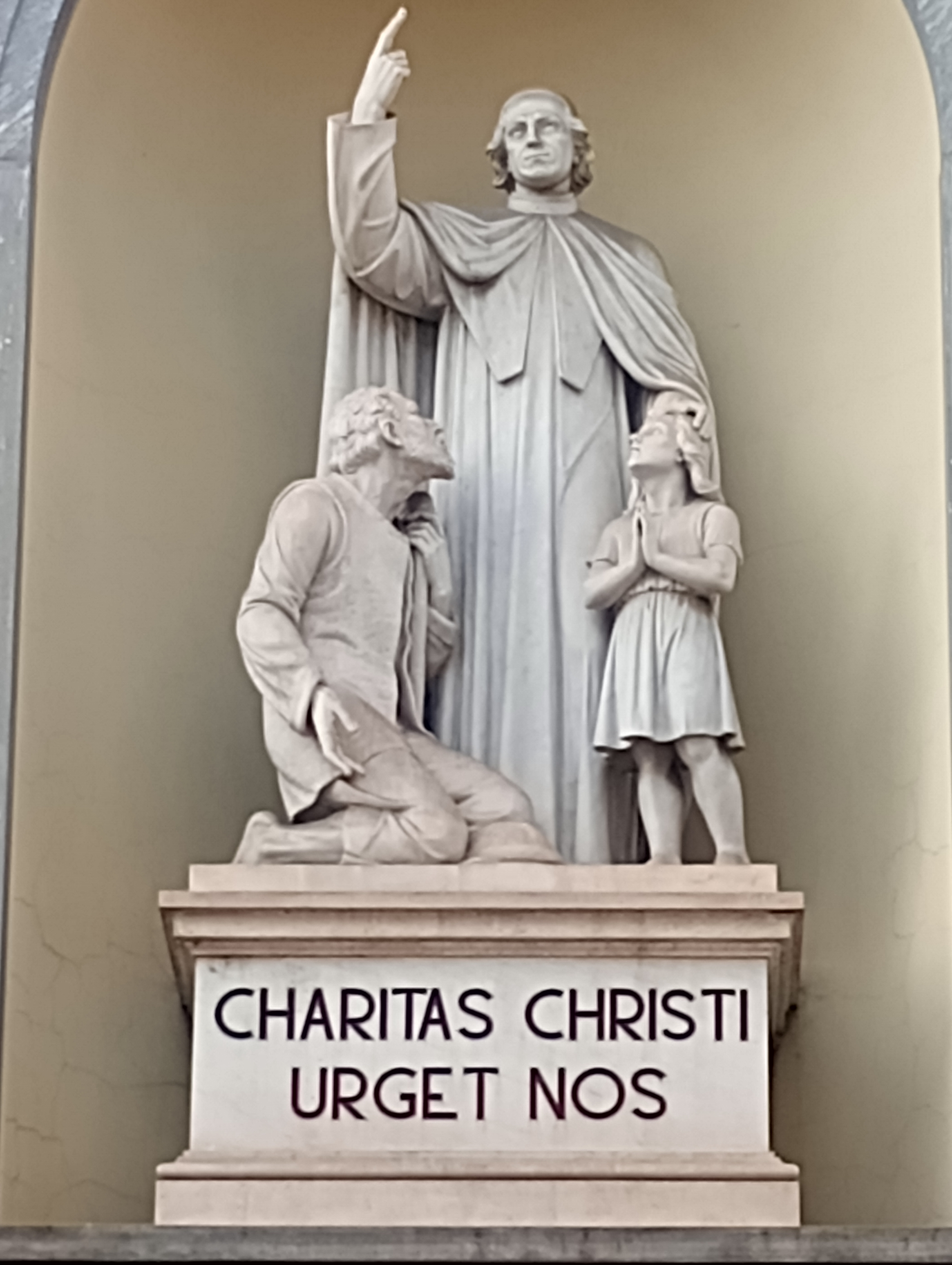
Denkmal für Giuseppe Benedetto Cottolengo an der Fassade der Piccola Casa in Turin
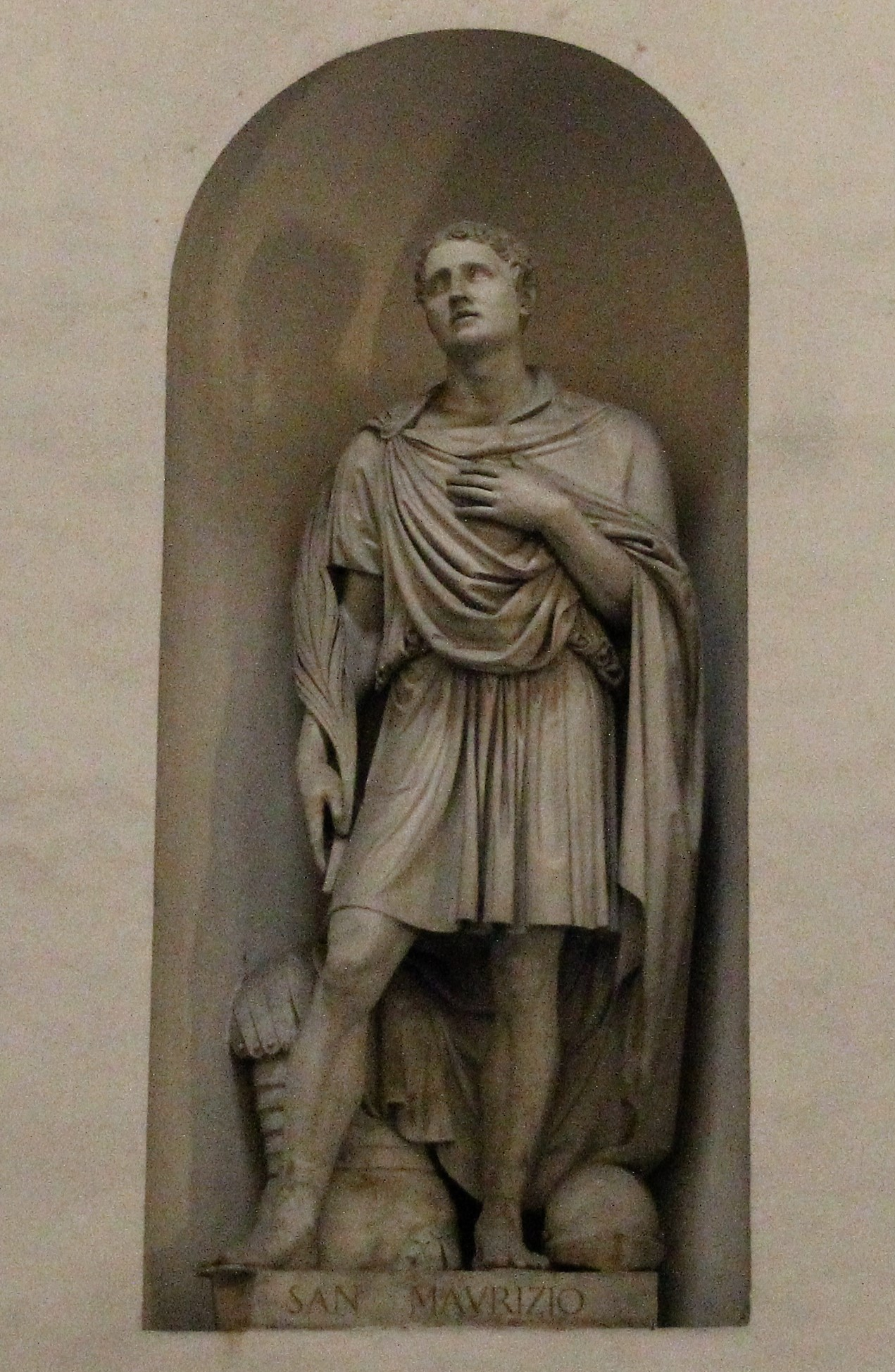
Statue des Heiligen Mauritius in der Kirche Gran Madre di Dio in Turin
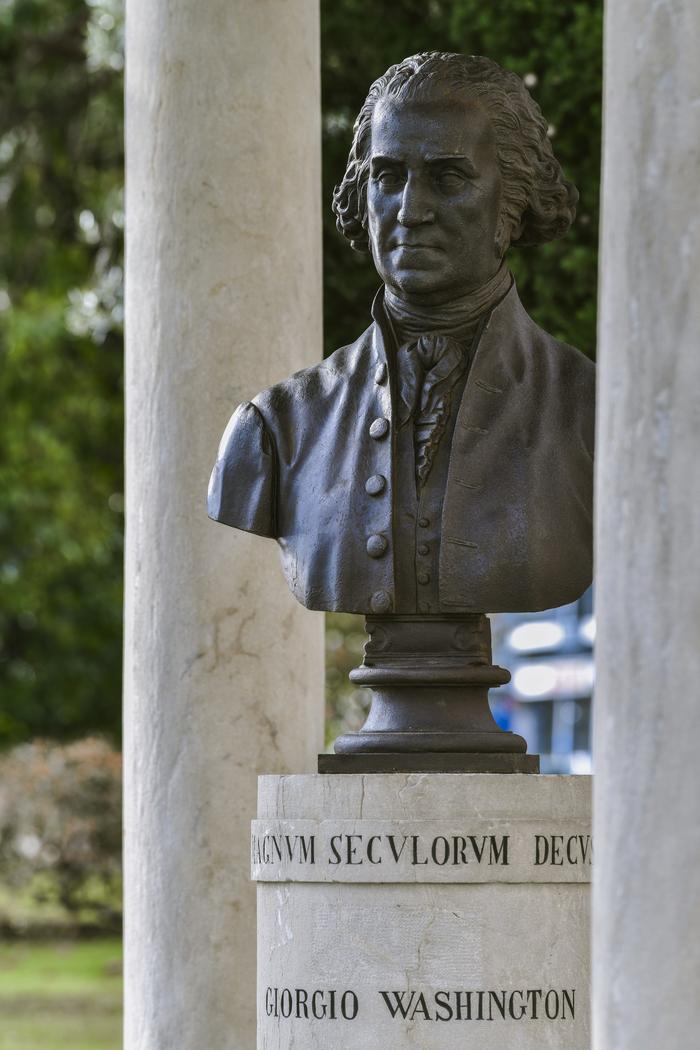
Washingtonbüste im Washingtontempel in Lugano